# Мелкочешуйная краснопёрка-угай
В реках Европы и Средней Азии обитает другая краснопёрка.
Мелкочешуйная краснопёрка-угай (лат. Tribolodon brandtii) — анадромный вид рыб из семейства карповых. Нагуливаются в прибрежных районах с морской водой различной солености, на нерест заходят в реки.
Три вида краснопёрок из рода Tribolodon (мелкочешуйная, крупночешуйная и сахалинская) являются единственными представителями семейства карповых, способных нагуливаться в течение длительного времени в воде с океанической солёностью.
В научной и научно-популярной литературе вид встречается также под названиями: дальневосточная краснопёрка, угай, мелкочешуйный угай, мелкочешуйная краснопёрка.

## Классификация
Впервые мелкочешуйная краснопёрка была описана Бенедиктом Ивановичем Дыбовским в 1872 году под именем Telestes brandti. Российские и советские ихтиологи вплоть до начала 1960-х годов признавали существование только одного вида Leuciscus brandti, в который включались Leuciscus brandti, Leuciscus hakonensis, Leuciscus sachalinensis и др. (выделяемые другими авторами в отдельные виды). Три указанных вида краснопёрок являются единственными представителями семейства карповых, способных нагуливаться в течение длительного времени в воде с океанической солёностью. Эта их отличительная особенность, область распространения (Дальний Восток), а также особенности нерестовой окраски говорят о том, что эта группа близкородственных видов далеко отклонилась от предковой формы, принадлежавшей к роду Leuciscus. На основе генетических исследований (скорость эволюции гена, кодирующего синтез цитохрома b было доказано, что дивергенция дальневосточных краснопёрок от общего предка Leuciscinae произошла 10—15 миллионов лет назад. В связи с этим выделены в отдельный род, которому присвоено наименование Tribolodon (по первоописанию Sauvage, 1883).

## Описание
Максимальная зарегистрированная длина тела — 50 см, масса тела до 1,5 кг. Максимальная продолжительность жизни — десять лет.
Тело вытянутое, с мелкой чешуёй. Отличительным видовым признаком является количество чешуй в боковой линии (80—95 чешуй). Верхняя челюсть немного выдаётся вперёд (рот нижний). Спина чёрная, бока и брюхо светлые. Спинной и хвостовой плавники с тёмными краями. Одним из диагностических признаков мелкочешуйной краснопёрки является плавательный пузырь с заострённым задним концом. Желудок отсутствует, как и у всех карповых.
Наиболее чётко межвидовые различия проявляются в нерестовый период, когда рыбы приобретают брачную окраску. У мелкочешуйной краснопёрки появляются одна красная полоса ниже боковой линии и красное пятно на конце жаберной крышки, заходящее на начало боковой линии. У рыб обоих полов жемчужная сыпь в виде слабо различимых белых пятен встречается на голове, а у самцов слабо выражена еще на спине и грудных плавниках. Брюхо и губы, анальный, грудные и брюшные плавники становятся красными. Чешуя врастает в кожу. Появляется слизь на нижней части тела.

## Распространение
Эндемик северо — западной части Тихого океана. Широко распространён по тихоокеанскому побережью от Шантарских островов до Кореи и севера Китая, заходит в реки Сахалина, Японии, а также островов Итуруп и Кунашир, отсутствует на северных Курильских островах.

## Размножение
Нерестовый ход в южных районах ареала продолжается с мая по июнь-июль, в северных районах может задерживаться до августа-сентября. Откладывают от 2 до 42 тыс. икринок диаметром от 1,8 до 2,3 мм; окраска икринок от бесцветной до зеленоватой. Икра клейкая, плотно прикрепляется к камням и гальке. Некоторые авторы наблюдали закапывание икры в грунт. После нереста производители откочёвывают в море.
В относительно крупных реках молодь может задерживаться в пресной воде на год, однако, из коротких рек личинки почти сразу скатываются в море или в лагунные озера. Описанная некоторыми исследователями задержка молоди на нагул в низовьях рек зачастую объясняется тем фактом, что неполовозрелые особи и производители краснопёрок могут неоднократно в течение года заходить из моря в устья рек, а на зимовку подниматься в реки и лагунные озера.
Отмечено существование гибридов между мелкочешуйной и другими видами краснопёрок: крупночешуйной и сахалинской.

## Питание
Молодь питается личинками хирономид, мелкими моллюсками и ракообразными. Взрослые особи в пресноводный период жизни являются всеядными: в рацион входят нитчатые водоросли, высшие водные растения, семена наземных растений, личинки насекомых, моллюски, икра и молодь рыб. С увеличением размеров наблюдается сдвиг к хищничеству. Активно выедают молодь лососёвых, выпускаемую с рыбоводных заводов. В море взрослые особи питаются преимущественно зоопланктоном. В период нерестового хода питание не прекращается, хотя его интенсивность снижается.

## Хозяйственное использование
Промысел осуществляется неводами различных типов в период нерестового хода. В середине 1970-х годов уловы составляли несколько тысяч тонн, в 1990-е годы снизились до 300—500 т. Улов реализуется в свежем и свежемороженом виде. Популярный объект любительского рыболовства. На Сахалине вылов рыбаками-любителями превышает промышленный.Мясо довольно вкусное, но, как и у большинства карповых, содержит большое количество межмышечных костей.